# 사토 아케미 (성우)
사토 아케미(일본어: 佐藤朱, 1980년 5월 16일 ~ )는 일본의 성우이다.

## 출연 작품

### TV애니메이션
2002년
- 카논(미사카 시오리)

2006년
- 금색의 코르다 Primo Passo(후유우미 쇼코)
- 카논 리메이크(미사카 시오리)

2009년
- 안녕 앤(엘렌)
- 금색의 코르다 Second Passo(후유우미 쇼코)

### OVA
1996년
- 후시기 유우기 OVA(카엔)

2003년
- 미즈이로(카타세 켄지)

2007년
- 부드럽게 삼국지를 자극하라 여포코쨩(레나)

2009년
- 전파적 그녀(후지시마 카나코)